# 318 (liczba)
318 (trzysta osiemnaście) – liczba naturalna następująca po 317 i poprzedzająca 319.

## W matematyce
318 to:
- liczba sfeniczna,
- nietocjent[1],
- suma 12 kolejnych liczb pierwszych, 7 + 11 + 13 + 17 + 19 + 23 + 29 + 31 + 37 + 41 + 43 + 47.

## W chrześcijaństwie
W rozdziale 14 Księgi Rodzaju Abraham zabiera 318 ludzi, aby uratować swojego brata Lota.